# تاری دید
تاری دید یا تاربینی (به انگلیسی: Blurred vision) حالتی در بینایی است که در آن تصاویر با کیفیت کمتری رویت می‌شوند. تاری دید می‌تواند کل خط دید یا تنها بخش‌هایی از دید، مانند سمت راست یا چپ میدان دید را تحت تأثیر قرار دهد. همچنین تاری دید ممکن است تنها در یک چشم تجربه شود. دلایل مختلفی باعث ایجاد این حالت می‌شوند و می‌توانند همیشگی، طولانی مدت، کوتاه مدت یا موقتی باشد. از بین این دلایل می‌توان به اختلالات شایع بینایی (نزدیک بینی، دوربینی و آستیگماتیسم)، آب مروارید، عفونت‌های چشمی و حساسیت اشاره کرد.

## علل
تاری دید می‌تواند دلایل زیادی داشته باشد. نمونه‌هایی از علل رایج عبارتند از:
1. عیوب انکساری: عیوب انکساری اصلاح نشده مانند نزدیک بینی، هایپرتروپیا بالا و آستیگماتیسم باعث تاری دید می‌شوند.[۳] عیوب انکساری یکی از علل اصلی اختلالات بینایی در سراسر جهان هستند.[۴] تاری بینایی ناشی از این عیوب را می‌توان با استفاده از لنزهای اصلاحی یا جراحیهای انکساری به حالت طبیعی برگرداند، مگر اینکه تنبلی چشم همراه با آن، وجود داشته باشد.[۳]
2. پیرچشمی ناشی از نارسایی فیزیولوژیکی (با افزایش سن توانایی انعطاف عدسی کاهش می‌یابد) علت اصلی نقص دید اشیای نزدیک در سالمندان است.[۵] سایر علل نقص دید نزدیک، عبارتند از نارسایی انطباق، فلج چشم و غیره.[۶]
3. انحراف کاذب چشم به دلیل ناهنجاری‌های عضلانی مانند انطباق بیش از حد، اسپاسم سازگار و غیره باعث تاری دید از راه دور می‌شود.[۶]
4. مسمومیت با الکل می‌تواند یکی از علل تاری دید باشد.
5. استفاده از داروهای سیکلوپلژیک مانند آتروپین[۷] یا سایر آنتی کولینرژیک‌ها باعث تاری دید به دلیل فلج عضلانی می‌شوند.[۶]
6. آب مروارید: ابری شدن عدسی چشم، باعث تاری دید هاله‌های اطراف نور و حساسیت به تابش مستقیم نور می‌شود.[۸] آب مروارید یکی از علل اصلی نابینایی در صورت عدم درمان در سراسر جهان است.[۴]
7. گلوکوم: افزایش فشار داخل چشم باعث نوروپاتی پیش‌رونده بینایی، آسیب به عصب بینایی، نقص میدان بینایی و کوری می‌شود. گاهی گلوکوم ممکن است بدون افزایش فشار داخل چشم نیز رخ دهد.[۹] برخی از گلوکوم‌ها (مانند گلوکوم با زاویه باز) باعث از دست دادن تدریجی بینایی و برخی دیگر (مثلاً گلوکوم زاویه بسته) باعث از دست دادن ناگهانی بینایی می‌شوند.[۱۰] گلوکوم نیز یکی از علل اصلی نابینایی در سراسر جهان است.[۴]
8. دیابت: قند خون کنترل‌نشده می‌تواند سبب تورم موقت عدسی چشم و در نتیجه تاری دید شود. در صورت تکرار فرایند افزایش قند خون و در کنار آن تورم عدسی اعتقاد بر این است که آب مروارید (که موقتی نیست) نیز ایجاد می‌شود.[۲]
9. رتینوپاتی: در صورت عدم درمان، رتینوپاتی (از جمله رتینوپاتی دیابتی، رتینوپاتی فشار خون بالا، رتینوپاتی سلول داسی‌شکل، رتینوپاتی کم خونی و غیره[۱۱])، این اختلال می‌تواند به شبکیه چشم آسیب برساند و سبب نقص میدان بینایی و نابینایی شود.[۱۲]
10. هیپرویتامینوز A: مصرف بیش از حد ویتامین A یکی از دلایل تاری دید است.
11. دژنراسیون ماکولا: دژنراسیون ماکولا باعث از دست دادن بینایی مرکزی، تاری دید (به ویژه در هنگام خواندن)، دگرگونی خطوط (موج دیدن خطوط مستقیم) و نا واضح بودن رنگ‌ها می‌شود.[۱۳] دژنراسیون ماکولا سومین عامل اصلی نابینایی در سراسر جهان و عامل اصلی نابینایی در کشورهای صنعتی است.[۱۴]
12. عفونت، التهاب یا آسیب فیزیکی چشم.
13. سندرم شوگرن، یک بیماری التهابی مزمن خود ایمنی است که غدد تولیدکننده رطوبت از جمله غده اشکی را از بین می‌برد و منجر به خشکی چشم و تاری بینایی می‌شود.[۱۵]
14. ذرات شناور: ذرات ریزی که به نظر می‌آید در سراسر چشم حرکت می‌کنند. اگرچه اغلب کوتاه و بی‌ضرر هستند، اما ممکن است نشانه ای از آسیب به شبکیه باشند.[۱۶]
15. جداشدگی شبکیه: علائمی شامل ذرات شناور، زنش نور در سراسر میدان بینایی، یا احساس سایه یا پرده آویزان در یک طرف میدان بینایی نشان از جدایی شبکیه است.
16. التهاب عصب بینایی: التهاب عصب بینایی در اثر عفونت یا ام اس، ممکن است باعث تاری دید شود. در التهاب عصب، حرکت چشم یا لمس آن از طریق پلک، باعث ایجاد درد می‌شود.[۱۶]تاری دید هنگام خواندن متن
17. سکته مغزی یا حمله ایسکمی گذرا
18. تومور مغزی

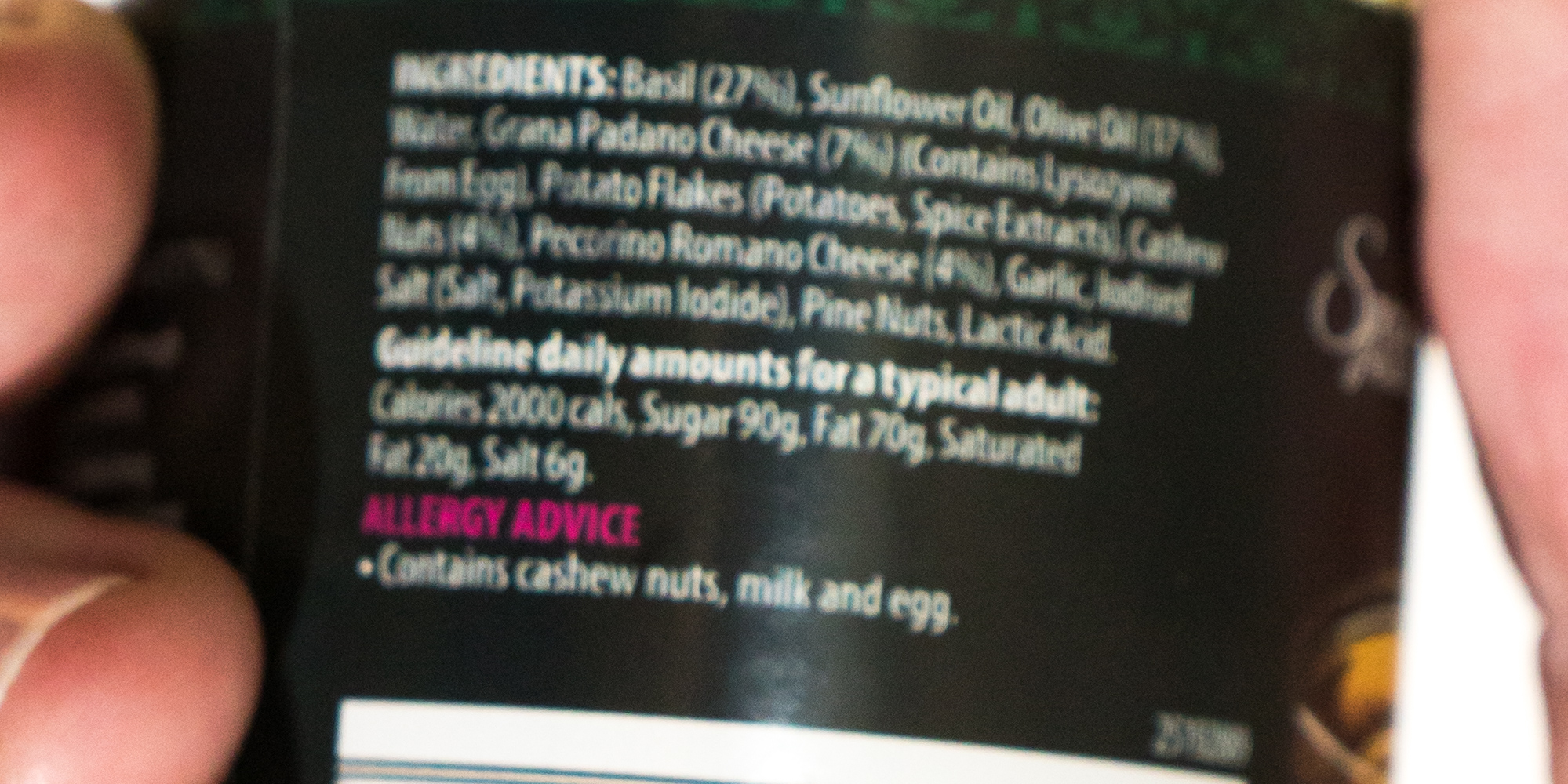
تاری دید هنگام خواندن متن

19. توکسوکارا: یک کرم گرد انگلی که می‌تواند باعث تاری دید شود.[۱۷]
20. خونریزی در چشم
21. آرتریت تمپورال: التهاب سرخرگی در مغز که خون را به عصب بینایی می‌رساند.
22. سردردهای میگرنی: مشاهده نقاط نورانی و هاله‌ای یا الگوهای زیگزاگی، از علائم رایج قبل از شروع سردرد هستند. میگرن شبکیه زمانی است که شما فقط علائم بصری بدون سردرد را تجربه می‌کنید.
23. مسمومیت با مونوکسید کربن: کاهش اکسیژن رسانی می‌تواند بسیاری از نواحی بدن از جمله بینایی را تحت تأثیر قرار دهد. دیگر علائم ناشی از کربن مونوکسید شامل سرگیجه، توهم و حساسیت به نور است.
24. افت فشار خون ارواستاتیک: افت فشار هنگام ایستادن که یک اختلال شایع در بیماری‌های مانند زوال عقل با اجسام لویی و پارکینسون است، می‌تواند سبب ایجاد ضعف و تاری دید موقت شود.[۱۸]

## آسیب‌شناسی
طی بررسی از ۱۶۴۲ نفر فرد داوطلب، خواسته شد تا گزارشی ارائه دهند که در یک بازه ۲ ساله تحقیقاتی چند بار دچار تاری دید غیرقابل بهبود به وسیله لنز، و عینک یا سایر علائم مربوطه را را تجربه کرده‌اند. شرکت کنندگان پرسشنامه SF-36 را که یک پرسشنامه کلی عملکرد و رفاه است، تکمیل کردند. اطلاعات دموگرافیک، پزشکی و سایر اطلاعات نیز از شرکت کنندگان جمع‌آوری شد و ارتباط این علائم، از جمله تاری دید، و شرایط پزشکی مرتبط با نمرات SF-36 مورد ارزیابی قرار گرفت.
نتایج به دست آمده تأثیر منحصر تاری دید بر محدودیت‌های زندگی به دلیل مشکلات جسمانی به‌طور معنی‌داری بیشتر از تأثیر فشار خون بالا، سابقه آنفارکتوس میوکارد، دیابت نوع دوم، سوء هاضمه، مشکل در ادرار کردن و سردرد بود. همچنین تاری دید نسبت به دیابت نوع یک تأثیر منفی بیشتری بر انرژی، نسبت به سوء هاضمه بر عملکرد اجتماعی و نسبت به مشکل ادرار بر عملکرد فیزیکی داشت.
بر اساس بررسی صورت گرفته نتیجه گرفته شد، داشتن تاری دید بیش از یک یا دو بار در ماه تأثیر قابل‌توجهی بر وضعیت عملکردی و بهزیستی، به‌ویژه در محدودیت‌های کاری به دلیل مشکلات جسمانی دارد. این نشان دهنده تأثیر یک علامت بصری رایج بر وضعیت سلامتی و رفاه است که توسط SF-36 اندازه‌گیری شده است. علاوه بر این، مقایسه تأثیر علائم و شرایط مختلف اطلاعات مهم و بالقوه مرتبط بالینی را ارائه می‌دهد.